# Erandique
Erandique é uma cidade hondurenha do departamento de Lempira.